# Cornélio Procópio
Cornélio Procópio là một đô thị thuộc bang Paraná, Brasil. Đô thị này có diện tích 637 km², dân số năm 2007 là 48427 người, mật độ 76 người/km².